# Nummulostegina
Nummulostegina es un género de foraminífero bentónico de estatus incierto, aunque considerado perteneciente a la subfamilia Staffellinae, de la familia Staffellidae, de la superfamilia Fusulinoidea, del suborden Fusulinina y del orden Fusulinida. Su especie tipo es Nummulostegina velebitana. Su rango cronoestratigráfico abarca desde el Pennsylvaniense (Carbonífero superior) hasta el Lopingiense (Pérmico superior).

## Discusión
Clasificaciones más recientes incluirían Nummulostegina en la superfamilia Staffelloidea, y en la subclase Fusulinana de la clase Fusulinata.

## Clasificación
Nummulostegina incluye a las siguientes especies:
- Nummulostegina padangensis †
- Nummulostegina schuberti †
- Nummulostegina velebitana †